# Dôme de Lama
Lama Tholus
Pour les articles homonymes, voir Lama.
Le dôme de Lama (désignation internationale : Lama Tholus) est un dôme situé sur Vénus dans le quadrangle d'Hecate Chasma. Il a été nommé en référence à Lama, déesse sumérienne de protection.